# الخنقة
الخنقة: إحدى مراكز محافظة طريب. تقع في شرق المحافظة على مسافة 55 كيلاً، ويقطنها 2034 نسمة.